# セクレタリー
『セクレタリー』（Secretary）は、2002年のアメリカ映画。メアリー・ゲイツキルの短編小説『Bad Behavior』（邦題：悪いこと）を映画化。

## ストーリー
内向的で自傷癖があるリー・ホロウェイは、自立した女性になるべく弁護士事務所の秘書の仕事に就職する。この事務所のボス、エドワード・グレイから陰湿なイジメのような教育を施されていき、次第にリーは快感を覚え始め、エドワードに恋心を抱くようなる。やがて二人の関係はSMじみていき、支配と従属による濃厚な結びつきがもたらされるが、行為の過激さにもかかわらず内気な性質の両者は純粋な愛情を打ち明けることが出来ず、関係を深める事を恐れたエドワードによりリーは解雇されてしまう。

## キャスト
| 役名                 | 俳優                       | 日本語吹替 |
| -------------------- | -------------------------- | ---------- |
| エドワード・グレイ   | ジェームズ・スペイダー     | 井上和彦   |
| リー・ホロウェイ     | マギー・ギレンホール       | 三石琴乃   |
| ピーター             | ジェレミー・デイヴィス     | 咲野俊介   |
| ジョアン・ホロウェイ | レスリー・アン・ウォーレン | 高島雅羅   |
| バート・ホロウェイ   | スティーヴン・マクハティ   | 永田博丈   |
| トリアシア・オコナー | ジェシカ・タック           |            |

- その他の声の吹き替え：吉沢希梨／遠藤純一／加藤沙織／沢田敏子／竹本美智敏／杉本ゆう／柚木麻友子／渡辺英雄／小野大輔／泉久実子

## 主な受賞
- セントラル・オハイオ映画批評家協会賞：主演女優賞
- ゴッサム賞：新人女優賞
- インディペンデント・スピリット賞：脚本賞
- ナショナル・ボード・オブ・レビュー：新人女優賞

## その他
イギリスのエンタメニュースサイトdigital spyの「映画に出てくる名セックスシーンベスト10」で6位に選ばれた。